# ایهور هردیا
ایهور هردیا (اوکراینی: Ігор Володимирович Гордя؛ زادهٔ ۳ آوریل ۱۹۸۸) بازیکن فوتبال اهل اوکراین است.
از باشگاه‌هایی که در آن بازی کرده‌است می‌توان به باشگاه فوتبال استال آلچفسک، باشگاه فوتبال دنیپرو، باشگاه فوتبال متالورگ دونتسک، و باشگاه فوتبال گومل اشاره کرد.
وی همچنین در تیم‌های ملی فوتبال Ukraine national under-16 football team و Ukraine national under-19 football team بازی کرده‌است.